# إي أيه فانكوفر
إي أيه فانكوفر (بالإنجليزية: EA Vancouver)‏ أو كما تعرف سابقاً باسم إي إيه كندا (بالإنجليزية: EA Canada)‏ هو استوديو كندي مطور لألعاب الفيديو، تابع لـ إلكترونيك آرتس ، تأسست عام 1983.

## الألعاب
راجع قائمة ألعاب إي أيه كندا

## وصلة خارجية
- الموقع الرسمي